# Gallifreyan (Doctor Who)

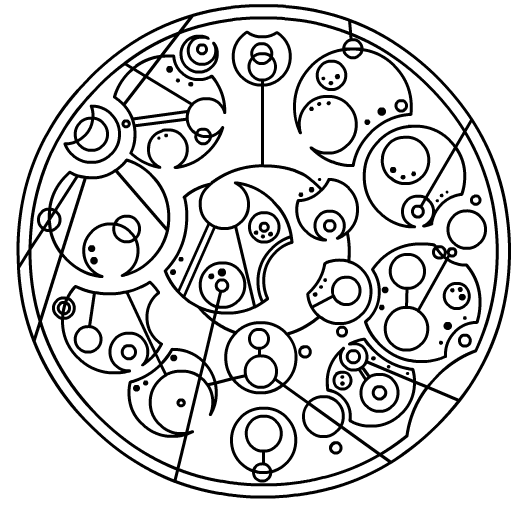
Circular Gallifreyan.

Gallifreyan är ett fiktivt språk från den brittiska tv-serien Doctor Who som används av tidsherrarna på planeten Gallifrey. Det finns olika former av det skrivna språket, bland annat Old High Gallifreyan, Modern Gallifreyan och Circular Gallifreyan. Den formen som många förknippar med språket är den cirkulära, se bilden till höger. 
Många har försökt skapa ett alfabet utifrån det som visas i tv-serien, bland dessa Loren Sherman, men det finns ingen form av Gallifreyan som är bekräftad av BBC ännu. 

## Gallifreyan i serien
Det finns ett flertal exempel på både gammal hög-gellifreyan och cirkulär gallifreyan i filmserien. Skriften används i bland annat brev, teknologi och dekoration. Men det talade språket finns det färre exempel på.
Det råder oenighet angående huruvida tidsherrarna i serien talar sitt modersmål och TARDIS översättningsmekanik översätter det till engelska eller om det helt enkelt är så att språket är så likt engelska att det inte kräver en översättning.
Enligt vissa saknar TARDIS förmåga att översätta tidsherrarnas språk men det som talar emot denna åsikt är det faktum att tidsherrarna uppfann TARDIS och därmed borde kunna inkludera sitt eget språk i dess databas.